# Dave (zanger)
Dave (echte naam Wouter Otto Levenbach) (Amsterdam, 4 mei 1944) is een Nederlandse zanger die al sinds 1965 in Frankrijk woont en in dat land zeer bekend en populair is. In 2015 werd hij benoemd tot ridder in de Orde van Oranje-Nassau.

## Biografie
Dave komt uit een Joodse familie die zich had bekeerd tot het protestantisme. Toen hij zeven jaar was verhuisde hij naar Blaricum. Op zestienjarige leeftijd werd hij erg religieus en overwoog hij middels een theologiestudie dominee te worden. Na zijn eindexamen aan Het Baarnsch Lyceum en gymnasium alfa aan het Hilversums Gymnasium heeft hij korte tijd theologie gestudeerd. Vervolgens studeerde hij rechten aan de Universiteit van Amsterdam.
Levenbach begon zijn carrière op twintigjarige leeftijd als de frontman van het combo Dave Rich & the Millionaires, waarmee hij in 1964 de single Girl of my dreams uitbracht. De voornaam van Dave Rich hield hij als zijn artiestennaam. In zijn begintijd zong Dave in het Nederlands. Hij deed met het Nederlandstalige Niets gaat zo snel mee aan het Nationaal Songfestival van 1969. Later schakelde hij over naar het Frans. Met een bewerking van Moonlight Serenade van Glenn Miller, getiteld Dansez maintenant had hij in 1975 een grote hit in zowel Nederland (1e plaats in de Top-40, 2e plaats in de Nationale Hitparade) als Frankrijk. Ook Vanina, de vertaling van Runaway en Du côté de chez Swann verkochten in Frankrijk goed. De teksten worden geschreven door zijn levenspartner Patrick Loiseau. Ook compileert Dave vaak Franse chansons tot medleys.
Toen halverwege de jaren tachtig zijn populariteit taande, ging hij zonder band optreden en maakte hij van zijn zangrepertoire een cabaretachtige voorstelling. Rond 1995 zat zijn zangcarrière weer in de lift. Hierna ging hij zich ook toeleggen op presenteerwerk voor de Franse televisie. Zo versloeg hij het huwelijk van kroonprins Willem-Alexander en Máxima Zorreguieta en een aantal malen het Eurovisiesongfestival.
In 2003 kwam zijn autobiografie Soit dit en passant uit, waardoor hij veelvuldig voor de Franse radio en televisie werd gevraagd. In 2004 gaf hij drie dagen na elkaar concerten in het Olympia in Parijs. Zijn in datzelfde jaar uitgebrachte album Doux Tam Tam boekte een groot succes. In 2006 kwam een nieuw album uit met persoonlijke teksten, dat hij daarom Levenbach noemde, naar zijn werkelijke achternaam.
Sinds 2010 is hij jurylid in La France a un incroyable talent, de Franse evenknie van Holland's Got Talent.

In 2011 verscheen het album Blue Eyed Soul, met daarop Franse versies van bekende Motown-klassiekers. 

Dave was te zien in de in 2013 uitgebrachte Franse film Une chanson pour ma mère van regisseur Joël Franka.
Dave speelde een prominente rol in beide afleveringen van Chansons!, met Matthijs van Nieuwkerk en Rob Kemps.
Dave en zijn partner Patrick ontsnapten in 2021 aan een koolmonoxidevergiftiging, en een jaar later geraakte Dave ernstig gewond na een ongelukkige val van de trap in hun Parijse onderkomen. Inmiddels is hij daarvan redelijk hersteld, maar heeft nog steeds last van ongemakken van de val, zo zijn smaak en reukzin nog steeds niet terug.

## Discografie
Enkele van zijn chansons zijn:
- Nathalie, 1969 (Nederlandstalig)
- Niets gaat zo snel (Mon seul problème), 1969 (Nederlandstalig)

Franstalig:
- Trop beau, 1974 (ook in het Engels)
- Dansez maintenant, 1975 (eerste plaats Top 40)
- Du côté de chez Swann, 1976
- Allo Elisa, 1979
- Doux tam tam, 2004 (ook enkele Engelstalige nummers)

### Singles
| Single met eventuele hitnotering(en) in de Nederlandse Top 40 | Datum van verschijnen | Datum van binnenkomst | Hoogste positie | Aantal weken | Opmerkingen                                       |
| ------------------------------------------------------------- | --------------------- | --------------------- | --------------- | ------------ | ------------------------------------------------- |
| Niets gaat zo snel                                            | 1969                  | 29 maart 1969         | tip             | -            |                                                   |
| Nathalie                                                      | 1969                  | 2 augustus 1969       | 29              | 4            | #26 in de Hilversum 3 Top 30                      |
| Dansez maintenant                                             | 1975                  | 25 oktober 1975       | 1(2wk)          | 9            | Alarmschijf / #2 in de Nationale Hitparade        |
| Du côté de chez Swann                                         | 1976                  | 17 januari 1976       | 9               | 7            | #12 in de Nationale Hitparade                     |
| Ophélie                                                       | 1976                  | 10 april 1976         | tip6            | -            |                                                   |
| De eerste keer deed nog pijn                                  | 1990                  | 8 september 1990      | tip8            | -            | met Anny Schilder / #40 in de Nationale Hitparade |

### NPO Radio 2 Top 2000
| Nummer met noteringen in de NPO Radio 2 Top 2000 | '99  | '00  |
| ------------------------------------------------ | ---- | ---- |
| Dansez maintenant                                | 1908 | 1825 |

1. ↑  Een vetgedrukt getal geeft de hoogste notering aan.
2. ↑  Deze tabel is bijgewerkt tot en met de laatste editie (2024).

- Bibliothèque nationale de France: cb13892996n (data)
- Gemeinsame Normdatei: 122172434
- International Standard Name Identifier: 0000 0000 1595 2953
- Library of Congress Control Number: n2013022588
- MusicBrainz: c7740223-c657-4b0a-a0a4-b8349169e760
- Nationale Bibliotheek van Polen: a0000002660876
- Nederlandse Thesaurus van Auteursnamen: 07199713X
- Système universitaire de documentation: 088520862
- Virtual International Authority File: 24786833
- WorldCat: E39PBJjRTjWDrcrBCPXTBJqPcP